# Remo Forrer
Remo Forrer (Hemberg, 2001) is een Zwitserse zanger.

## Biografie
Forrer nam in 2020 deel aan de Zwitserse versie van The Voice, een talentenjacht die hij uiteindelijk ook wist te winnen. Datzelfde jaar bracht hij met Home eveneens zijn eerste single uit.
Begin 2023 werd Forrer door de Zwitserse openbare omroep intern aangeduid om zijn vaderland te vertegenwoordigen op het Eurovisiesongfestival 2023, dat gehouden wordt in het Britse Liverpool.        Hij werd zevende in de halve finale, en eindigde in de finale op de twintigste plek.
1956: Lys Assia + Lys Assia · 
1957: Lys Assia · 
1958: Lys Assia · 
1959: Christa Williams · 
1960: Anita Traversi · 
1961: Franca di Rienzo · 
1962: Jean Philippe · 
1963: Esther Ofarim · 
1964: Anita Traversi · 
1965: Yovanna · 
1966: Madeleine Pascal · 
1967: Géraldine · 
1968: Gianni Mascolo · 
1969: Paola · 
1970: Henri Dès · 
1971: Peter, Sue & Marc · 
1972: Véronique Müller · 
1973: Patrick Juvet · 
1974: Piera Martell · 
1975: Simone Drexel · 
1976: Peter, Sue & Marc · 
1977: Pepe Lienhard Band · 
1978: Carole Vinci · 
1979: Peter, Sue & Marc & Pfuri, Gorps & Kniri · 
1980: Paola · 
1981: Peter, Sue & Marc · 
1982: Arlette Zola · 
1983: Mariella Farré · 
1984: Rainy Day · 
1985: Mariella Farré & Pino Gasparini · 
1986: Daniela Simmons · 
1987: Carol Rich · 
1988: Céline Dion · 
1989: Furbaz · 
1990: Egon Egemann · 
1991: Sandra Simó · 
1992: Daisy Auvray · 
1993: Annie Cotton · 
1994: Duilio · 
1996: Kathy Leander · 
1997: Barbara Berta · 
1998: Gunvor · 
2000: Jane Bogaert · 
2002: Francine Jordi · 
2004: Piero Esteriore & The MusicStars · 
2005: Vanilla Ninja · 
2006: Six4one · 
2007: DJ BoBo · 
2008: Paolo Meneguzzi · 
2009: Lovebugs · 
2010: Michael von der Heide · 
2011: Anna Rossinelli · 
2012: Sinplus · 
2013: Takasa · 
2014: Sebalter · 
2015: Mélanie René · 
2016: Rykka · 
2017: Timebelle · 
2018: ZiBBZ · 
2019: Luca Hänni · 
2021: Gjon's Tears · 
2022: Marius Bear · 
2023: Remo Forrer · 
2024: Nemo · 
2025: Zoë Më